# Sis dies de Moscou
Els Sis dies de Moscou, era una cursa de ciclisme en pista, de la modalitat de sis dies, que es disputava a Moscou (Rússia). La seva primera edició data del 1911, i va durar fins al 2003, amb només tres edicions.

## Palmarès
| Any       | Primers                               | Segons                                | Tercers                        |
| --------- | ------------------------------------- | ------------------------------------- | ------------------------------ |
| 1991      | Marat Ganéiev · Konstantín Khrabtsov  | Pierangelo Bincoletto · Jens Veggerby | Danny Clark · Anthony Doyle    |
| 1992-2001 | No disputats                          |                                       |                                |
| 2002      | Marty Nothstein · Ryan Oelkers        | Alexander Aeschbach · Franco Marvulli | Frank Corvers · Lorenzo Lapage |
| 2003      | Alexander Aeschbach · Franco Marvulli | Robert Slippens · Danny Stam          | Alexei Schmidt · Marco Villa   |